# Kanaal Beukers-Steenwijk
Het kanaal Beukers-Steenwijk (ook Beukersgracht) is een waterweg in de Nederlandse provincie Overijssel.

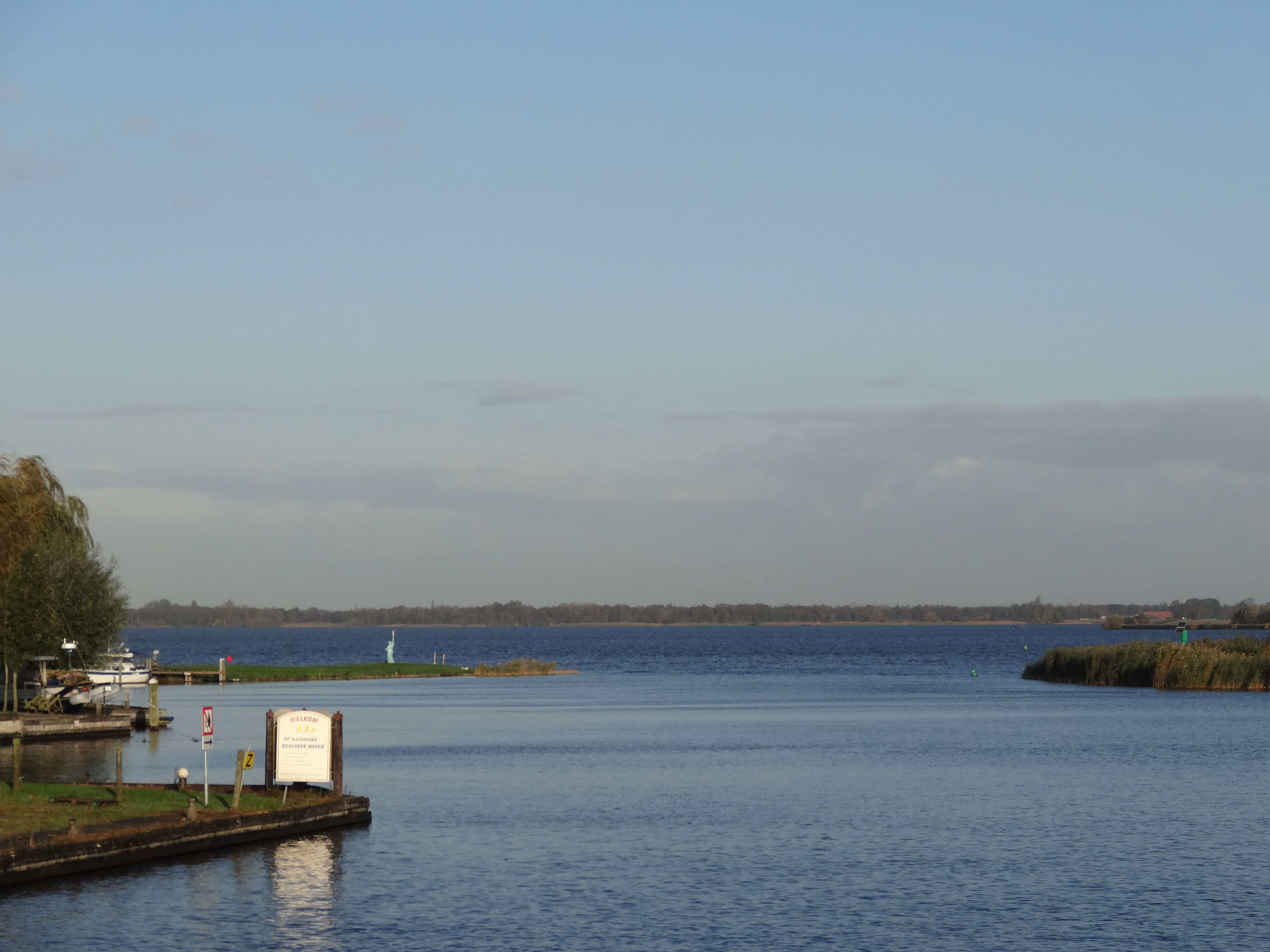
De brug over het kanaal bij de Blauwe Hand aan de Veneweg bij de Beulakerwijde, het kanaal loopt naar rechts

Het kanaal Beukers-Steenwijk is de vaarverbinding tussen het Meppelerdiep en het Kanaal Steenwijk-Ossenzijl. Even ten zuidoosten van de Schutsloterwijde begint het kanaal bij het Meppelerdiep en loopt vervolgens in noordwestelijke richting naar het oostelijk deel van de Belterwijde. Via de vaargeul aan de oostzijde van de Beulakerwijde loopt het kanaal in noordelijke richting langs Giethoorn naar Steenwijk. Het kanaal vanaf het Meppelerdiep tot het Zuideinde van Giethoorn wordt ook Beukersgracht genoemd. Zijkanalen in Giethoorn zijn de Jan Hozengracht, de Cornelisgracht en de Thijssengracht. Vlak voor de aansluiting met het Kanaal Steenwijk-Ossenzijl, ten westen van Steenwijk, voegt het Steenwijkerdiep zich bij het kanaal.